# Paolo Maddalena

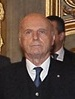
Paolo Maddalena (2010)

Paolo Maddalena (* 27. März 1936 in Neapel) war von 2002 bis 2011 Richter am italienischen Verfassungsgericht und von 2010 bis 2011 dessen Vizepräsident.
Maddalena studierte Rechtswissenschaften an der Universität Neapel Federico II. Das Studium schloss er 1958 mit der Bestnote ab. Danach schlug er die Präfektenlaufbahn ein. 1971 wechselte Maddalena an den Rechnungshof (Corte dei conti). Hier kümmerte er sich unter anderem um ökologische Angelegenheiten. Zudem unterrichtete er an seiner Alma Mater und der Universität Pavia. Es folgte darauf der Ruf an die Universität Tuscia in Viterbo auf den „Jean-Monnet-Lehrstuhl für Europäisches Gemeinschaftsrecht des Kultur- und Naturerbes“, den er rund 15 Jahre innehatte
Am 30. Juli 2002 wurde er Maddalena als Verfassungsrichter vereidigt. Kurz vor Abschluss seiner neunjährigen Amtszeit, am 10. Dezember 2010, wurde er von Ugo De Siervo zum Vizepräsidenten des Gerichts ernannt und am 6. Juni 2011 von Alfonso Quaranta bestätigt. Am 30. Juli 2011 endete seine Amtszeit.
Am 16. Januar 2022 gaben 40 ehemalige Mitglieder der Fraktion der Movimento 5 Stelle im Parlament, bekannt, bei der anstehenden Wahl eine Kandidatur Maddalenas für das Amt des Staatspräsidenten als Nachfolger von Sergio Mattarella zu unterstützen.